# Tugay Kerimoğlu
Tugay Kerimoğlu (24 d'agosts de 1970) és un exfutbolista turc de la dècada de 1990.
Fou 94 cops internacional amb la selecció turca.
Pel que fa a clubs, defensà els colors de Galatasaray SK, Rangers FC i Blackburn Rovers FC.
Com a entrenador ha treballat al Galatasaray.

## Palmarès
Galatasaray
- Süper Lig: 1988, 1993, 1994, 1997, 1998, 1999
- Copa turca de futbol: 1991, 1993, 1996, 1999
- Supercopa turca de futbol: 1988, 1991, 1993, 1996, 1997

Rangers
- Scottish Premier League: 2000
- Scottish Cup: 2000

Blackburn Rovers
- Football League Cup: 2002

Turquia
- Jocs del Mediterrani: 1993